# Molekulare Uhr
Die molekulare Uhr ist eine Metapher für eine Methode der Genetik, mit der anhand von DNA-Sequenzierung der Zeitpunkt der Aufspaltung zweier Arten von einem gemeinsamen Vorfahren abgeschätzt wird. Je mehr Mutationen (Unterschiede in der DNA-Sequenz) nach der Aufspaltung entstanden sind, desto länger war die Entwicklungszeit (Evolutionsdauer) seit diesem Zeitpunkt. Schwierig ist es, die Mutationsrate (die Häufigkeit von Mutationen) zu bestimmen und damit die „Ganggeschwindigkeit“ der molekularen Uhr zu kalibrieren.
Die Technik der molekularen Uhr ist ein wichtiges Werkzeug der Molekulargenetik zur Datierung von Evolutionsereignissen und zur Klassifizierung der Lebewesen.

## Forschung und Kalibrierung
Die Bezeichnung molekulare Uhr wurde von Emile Zuckerkandl und Linus Pauling eingeführt. Ihnen war 1962 aufgefallen, dass die Aminosäuren des Hämoglobins immer unterschiedlicher wurden, je länger die getrennte Evolutionsdauer zweier Arten war. Sie verallgemeinerten ihre Beobachtung zur Hypothese, dass die Mutationsrate von beliebigen Proteinen während der Evolution zeitlich konstant sei.
1967 wandten Allan Wilson und Vincent Sarich diese Hypothese insbesondere auf die Evolution der Hominini (Mensch und dessen unmittelbare fossile Vorfahren) an. Deren Zeitskala wurde 2012 in einer Neuberechnung insbesondere für die Entwicklung des Homo sapiens deutlich zum Älteren verschoben.
Ein zeitweise erhöhter Selektionsdruck kann jedoch zur Folge haben, dass sich Mutationen rascher in einer Population durchsetzen und sich somit – bei konstanter Mutationsrate – die Ganggeschwindigkeit der molekularen Uhr beschleunigt. Motoo Kimura beobachtete 1968, dass viele Mutationen zwar die DNA-Sequenzen ändern, aber sich nicht im Phänotyp auswirken (Neutrale Theorie) und somit nicht der Selektion unterliegen. Diese evolutionär „neutralen“ Unterschiede können zur Zeitmessung benutzt werden. Zur Kalibrierung benutzte man als Referenz Arten, bei denen der Zeitpunkt ihrer Aufspaltung durch Fossilfunde bekannt war.
Francisco J. Ayala listete 1999 fünf Faktoren auf, die die Ganggeschwindigkeit der molekularen Uhr beeinflussen:
- Generationsdauer (je kürzer die Generationsdauer, desto schneller werden Mutationen fixiert)
- Populationsgröße (je größer die Population, desto mehr Mutationen werden ausselektiert)
- artspezifische Unterschiede
- Funktion eines Proteins
- Änderung der natürlichen Selektion (Änderung der Auslesebedingungen)

Laut Ayala kommen Forscher auf sehr unterschiedliche Ergebnisse, abhängig von den verwendeten Organismen und Genen. Die verschiedenen molekularen Uhren gingen trotz genauerer Analyse und besserer Daten zu ungenau. Die Taktgeschwindigkeiten seien noch unverstanden.

## Beispiele
- Die Entstehung des Humanen Immundefizienz-Virus (HIV): Der Virustyp HIV-1 sprang im frühen 20. Jahrhundert auf den Menschen über, HIV-2 erst in den 1930er Jahren.[4]